# Saint-Félix (Alta Savoia)
Saint-Félix è un comune francese di 2 152 abitanti situato nel dipartimento dell'Alta Savoia nella regione dell'Alvernia-Rodano-Alpi.

## Società

### Evoluzione demografica
Abitanti censiti